# Roberto Carboni (Fußballspieler)
Roberto Eduardo Carboni (* 8. April 1985 in Bernal, Argentinien) ist ein argentinischer ehemaliger Fußballspieler.
Roberto Carboni ist ein linker Mittelfeldspieler, der in Bernal, Argentinien geboren wurde und sein Debüt im Profifußball für den Club Atlético Independiente im Kader in der Saison 2004 gab. Während seiner ersten Saison für Independiente spielte Carboni nur zwei Spiele. Im Sommer 2005 wechselte er zum All Boys in der Primera B Metropolitana, wo er eine wesentlich größere Anzahl von Spielen spielen durfte.
Im Jahr 2006 wechselte Carboni nach Venezuela, wo er einen Vertrag mit Estudiantes de Mérida unterschrieb. In der Saison 2007/08 spielte er für ein anderes Team der Primera División Venezolana, Deportivo Anzoátegui.
Nachdem er sechs Monate seiner Karriere bei Deportivo Cuenca verbracht hatte, ging Carboni nach Europa. Im Januar 2009 unterzeichnete er einen Zweieinhalb-Jahre-Vertrag mit dem Erstligisten FC Tschernomorez Burgas. Er unterschrieb einen Vertrag bei dem bulgarischen Club nach dem Ausscheiden aus dem ecuadorianischen Deportivo Cuenca, wo er sechs Monate seiner Karriere verbrachte. Sein Debüt für den Erstligaverein am 7. März 2009 gab er im Spiel gegen Botew Plowdiw in der 16. Runde der Saison 2008/09. Im September 2010 wurde sein Vertrag mit dem Klub aus Burgas aufgelöst.
Carboni war einige Monate ohne Verein, ehe ihn Anfang 2011 der zyprische Erstligist APOP Kinyras Peyias aufnahm. Nach dem Abstieg seiner Mannschaft am Saisonende verließ er Zypern wieder. Er wechselte zu Lobos de la BUAP in die mexikanische Liga de Ascenso. Anfang 2012 schloss er sich dem peruanischen Erstligisten FBC Melgar an. Nach Ende der Saison 2012 war er erneut ein halbes Jahr ohne Klub, ehe ihn der bolivianische Erstligist Nacional Potosí unter Vertrag nahm. Seit Anfang 2014 spielt er für CD Luis Ángel Firpo in El Salvador.